# Брви
Брви (словен. Brvi) је насељено место у општини Брежице, Посавска регија, Словенија.

## Историја
До територијалне реорганизације у Словенији били су у саставу старе општине Брежице.

## Становништво
У попису становништва из 2011. године, Брви су имали 45 становника.
| Број становника према пописима | Број становника према пописима | Број становника према пописима |
| ------------------------------ | ------------------------------ | ------------------------------ |
| 1991                           | 2002                           | 2011                           |
| 34                             | 28                             | 45                             |